# Saint-Genès-de-Castillon
Saint-Genès-de-Castillon – miejscowość i gmina we Francji, w regionie Nowa Akwitania, w departamencie Żyronda. Nazwa miejscowości pochodzi od imienia św. Genezjusza.
Według danych na rok 1990 gminę zamieszkiwało 370 osób, a gęstość zaludnienia wynosiła 54 osób/km² (wśród 2290 gmin Akwitanii Saint-Genès-de-Castillon plasuje się na 819. miejscu pod względem liczby ludności, natomiast pod względem powierzchni na miejscu 1293.).